# Matt Walst

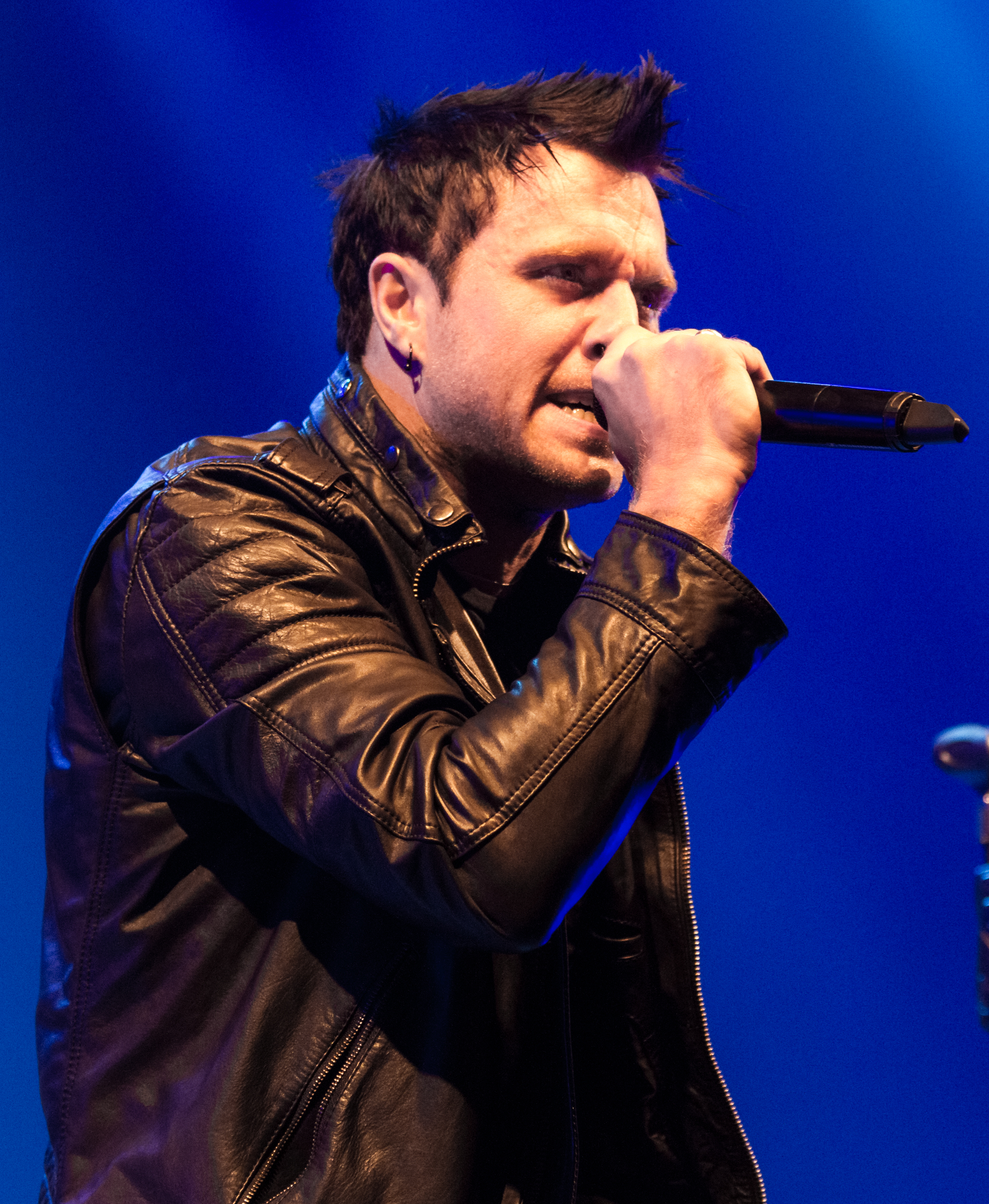
Walst mit Three Days Grace bei Rock am Ring 2015

Matt Walst (* 28. Dezember 1983 in Asphodel-Norwood) ist ein kanadischer Sänger und Songwriter. Er ist bekannt als Frontmann der Rockbands Three Days Grace und My Darkest Days.

## Leben
2005 gründete er die Band My Darkest Days in Ontario mit Reid Henry als Gitarrist, Brandon McMillan als Bassist und Doug Oliver als Schlagzeuger. Die Band hatte große Einflüsse von Bands wie Nickelback, Metallica und Pearl Jam. Sie unterzeichneten einen Plattenvertrag bei 604 Records, die dem Nickelback-Frontmann Chad Kroeger gehört. Dieser unterstützte sie auch bei ihrer Arbeit für ihr erstes Album My Darkest Days. Er bekam einen Gesangspart beim Song Porn Star Dancing, bei dem auch Zakk Wylde und bei einem Hip-Hop-Remix Ludacris als Gäste auftraten. Mit My Darkest Days veröffentlichte er 2012 das zweite Album Sick and Twisted Affair mit der Single Casual Sex.
2013 wurde Matt Walst zunächst interimsmäßig als Sänger für die Three Days Grace-Tour berufen, nachdem deren eigentlicher Frontmann Adam Gontier aus persönlichen Gründen die Band verließ. Sein Halbbruder Brad Walst ist bei Three Days Grace Bassist und Bandleader. Matt Walst hatte bereits auf dem Debütalbum Three Days Grace zwei Songs für die Band seines Halbbruders geschrieben. 2014 wurde angekündigt, dass Matt Walst festes Mitglied bei Three Days Grace ist. Nur 3 Tage später erschien ihre erste Single unter dem neuen Sänger. Diese hieß Painkiller. Die zweite Single die erschien, hieß I Am Machine. Am 27. März 2015 erschien das dazugehörige Album Human. 2018 folgte mit Outsider das zweite Album mit ihm als Sänger.

## Diskografie

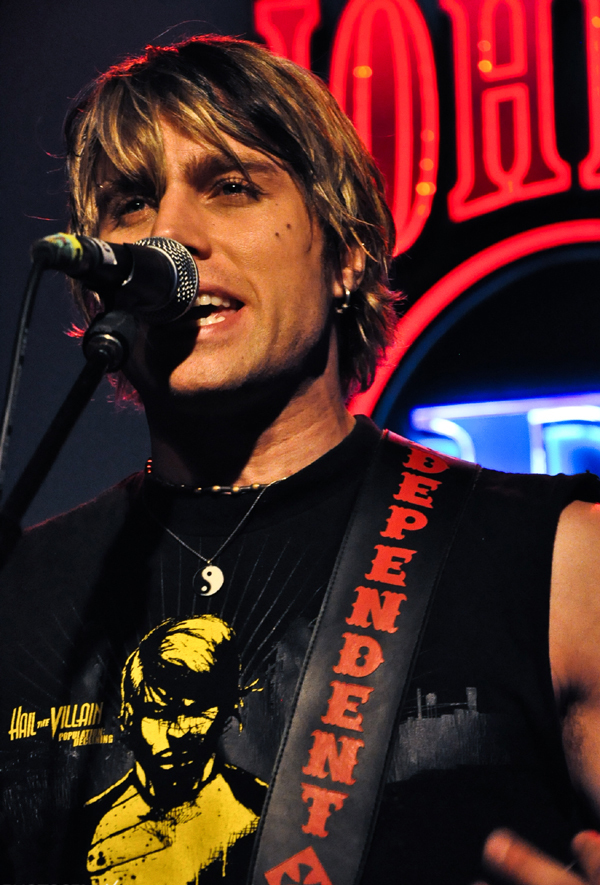
Matt Walst, 2009

### Mit Three Days Grace
Alben
- 2015: Human
- 2018: Outsider
- 2022: Explosions

Singles
- 2014: Painkiller
- 2014: I Am Machine